# Тревіс Недепелт
Тревіс Недепелт (англ. Travis Nederpelt, 10 червня 1985) — австралійський плавець.
Учасник Олімпійських Ігор 2004, 2008 років.